# Prosopocera principalis
Prosopocera principalis là một loài bọ cánh cứng trong họ Cerambycidae.